# Neoseiulus spicatus
Neoseiulus spicatus är en spindeldjursart som beskrevs av Denmark och Evans 1999. Neoseiulus spicatus ingår i släktet Neoseiulus och familjen Phytoseiidae. Inga underarter finns listade i Catalogue of Life.